# 表高
表高（おもてだか）は、江戸時代に大名や旗本が将軍によって与えられた所領の額面上の石高のことである。
表高は、多くの場合、江戸幕府公認の検地によって打ち出された石高の額面で、代替わりごとに新当主に対し主君である将軍が発給する所領安堵の朱印状に、所領の地名とともに記され、大名・旗本の格式や、参勤交代、手伝普請などの形で負担すべき軍役の算出基準となる。
表高に対し、実際に領民に課される年貢額の算定に用いられる石高を内高と言う。
表高は江戸時代初期に確定したまま使われていたことが多いので、多くの藩では、新田開発などにより実際には表高より大きな内高を持っていた。